# Juan de Dios Román Seco
Juan de Dios Román Seco (Mèrida, Extremadura, 17 de desembre de 1942 - Madrid, 28 de novembre de 2020) fou un entrenador d'handbol espanyol i president de la Real Federació Espanyola d'Handbol.

## Biografia
Nasqué a la ciutat de Mèrida, on estudià el batxillerat. Arribà a Madrid per estudiar a la Universitat Complutense, on completà els seus estudis de Magisteri, Educació Física i Filosofia i Lletres.
El 1964 va iniciar la seva carrera com a entrenador d'handbol en el col·legi Jesuïta de Chamartín. El 1971 es va convertir en entrenador de l'handbol Atlètic de Madrid fins a 1985, aconseguint cinc títols de Lliga i cinc Copes del Rei. El 1985 és nomenat seleccionador nacional, i va romandre en el càrrec fins al 1988. El 1990 torna al club Atlètic una altra vegada com a entrenador fins al 1992, en els que serien els últims anys de vida de la secció d'handbol fins a la seva recuperació en 2011.
El 1995 va ser nomenat de nou seleccionador, aconseguint els primers èxits internacionals d'Espanya.
Després dels Jocs Olímpics d'Estiu de 2000 va abandonar el càrrec i va passar a ser comentarista de televisió dels partits d'handbol emesos per Televisió Espanyola. Posteriorment li va arribar l'oportunitat d'entrenar el Balonmano Ciudad Real, amb el propòsit de portar-lo a guanyar la Copa d'Europa i la Lliga ASOBAL. Va ser campió d'aquesta última i finalista de la Copa d'Europa, en perdre en la final amb el F.C. Barcelona. Va deixar el càrrec d'entrenador i va passar a ser-ne director esportiu.
Després de les eleccions celebrades el 15 de desembre de 2008 en la Real Federació Espanyola d'Handbol, va ser designat com a nou president de la Federació. La seva primera decisió va ser la de designar com a seleccionador nacioanl l'entrenador saragossà Valero Rivera.
Va ser professor de l'assignatura d'handbol de l'INEF de Madrid, des de la seva fundació i de l'Escola Nacional d'entrenadors, on va impartir multitud de cursos i conferències sobre handbol i l'esport en general.
Va rebre el Premi Nacional Francisco Fernández Ochoa de 2017 per tota una vida dedicada a l'esport. Durant el lliurament de premis, el gener de 2019, va revelar que patia un càncer de pulmó des de feia dos anys. El novembre de 2020 va patir un vessament cerebral que li causà la mort.

## Palmarès
Clubs
- 1 Recopa d'Europa d'handbol: 2002-03
- 6 Lligues espanyoles d'handbol masculina: 1978-79, 1980-81, 1982-83, 1983-84, 1984-85 i 2003-04
- 6 Copes espanyoles d'handbol masculina: 1977-78, 1979-79, 1980-81, 1981-82, 1986-87 i 2002-03
- 2 Copa ASOBAL: 2003-04, 2004-05
- 1 Supercopa d'Espanya d'handbol masculina: 2004-05

Selecció espanyola
- 2 medalles d'argent al Campionats d'Europa d'handbol masculí: 1996 i 1998
- 1 medalla de bronze als Campionats d'Europa d'handbol masculí: 2000
- 1 medalla de bronze als Jocs Olímpics d'Atlanta 1996
- 1 medalla de bronze als Jocs Olímpics de Sydney 2000

Individual
- Medalla d'Or de la Reial Orde del Mèrit Esportiu, atorgada pel Consell Superior d'Esports (2000)[5]